# Марго Фенринг
Марго Фенринг (англ. Margot Fenring) — персонаж романов Фрэнка Герберта из цикла «Дюна» и их экранизаций. Жена графа Хасимира Фенринга и член ордена Бене Гессерит, союзница Пола Атрейдеса в его конфликте с домом Харконненов. В фильме «Дюна: Часть вторая» её сыграла Леа Сейду.

## История персонажа
Марго Фенринг впервые появляется в романе Фрэнка Герберта «Дюна» как жена графа Хасимира Фенринга и член ордена Бене Гессерит. Она симпатизирует леди Джессике и предупреждает её об опасности в Арракинском замке. При этом Джессика немного завидует Марго: граф женился на Марго, тогда как сама Джессика — всего лишь наложница герцога из-за политической необходимости. Впрочем, отношения между супругами исключительно платонические.
Марго Фенринг должна была сыграть большую роль в экранизации «Дюны», запланированной режиссером Алехандро Ходоровски в 1970-х годах, но так и не снятой. Марго и её мужа нет в «Дюне» Дэвида Линча (1984). В мини-сериале «Дюна» 2000 года появляется граф Хасимир, а некоторые действия Марго приписываются принцессе Ирулан. Марго нет и в «Дюне» Дени Вильнёва (2021), но она появилась в фильме «Дюна: Часть вторая». Её сыграла Леа Сейду. Графиню описывают как жизнелюбивую и критически настроенную женщину, союзницу Пола Атрейдеса.